# Middle Island (Ontario)
Middle Island ist eine Binnenseeinsel in Kanada. Sie liegt im Süden der Provinz Ontario im Eriesee ca. 4 km südlich der größeren Nachbarinsel Pelee Island und gehört geographisch zum Township of Pelee. Die Insel ist 18 Hektar groß und ist der südlichste Punkt Kanadas. Unweit der Südspitze des Eilands verläuft die Grenze zu den USA. Die Insel ist unbewohnt, steht unter Naturschutz und bildet einen Teil des Point-Pelee-Nationalparks.
Im Jahr 1982 durchgeführte Ausgrabungen ergaben, dass die Insel vom 11. bis 16. Jahrhundert bewohnt war, eine Fundstelle geht bis auf das Jahr 500 v. Chr. zurück. Ende des 19. Jahrhunderts wurde während einiger Jahrzehnte Weinbau betrieben. Von 1872 bis 1918 war ein Leuchtturm in Betrieb, von dem nur das Steinfundament erhalten geblieben ist. Zur Zeit der US-amerikanischen Prohibition war Middle-Island Umschlagplatz für Alkoholschmuggel.
Die Insel, die ein wichtiger Rastplatz für Zugvögel ist und zahlreiche Kormorane beherbergt, war bis 1999 im Besitz von US-amerikanischen Privatpersonen. Nach dem Tod des letzten Besitzers führten dessen Erben eine Auktion durch. Dadurch gelangte die Insel in den Besitz der Naturschutzorganisation Nature Conservancy of Canada. Diese übergab sie am 6. September 2000 an die Nationalparkbehörde Parks Canada.